# Gomphandra quadrifida
Gomphandra quadrifida là một loài thực vật có hoa trong họ Stemonuraceae. Loài này được (Blume) Sleumer mô tả khoa học đầu tiên năm 1940.